# Facundo Ardusso
Facundo Ardusso (Las Parejas, Provincia de Santa Fe, 24 de junio de 1988) es un piloto argentino de automovilismo. Compitió en diferentes categorías de automovilismo, destacándose principalmente en las cuatro categorías más importantes del país (Turismo Carretera, TC 2000, Top Race y Turismo Nacional). El Flaco fue campeón argentino de Fórmula Renault y compitió también en la divisional TC Pista de la ACTC. Asimismo, fue piloto oficial de las filiales de Toyota y Peugeot en la categoría TC 2000. Llegó al Turismo Carretera en 2013, luego de conseguir el ascenso del TC Pista donde obtuvo buenos resultados. Ese mismo año se convirtió en piloto oficial de la filial de Fiat dentro del Súper TC 2000, donde fue reconfirmado para la temporada siguiente. Mientras tanto, su carrera continuaba dentro del Turismo Carretera, donde en 2014 consiguió su primer triunfo. Ha sido elegido por la Fundación Konex en 2020 como uno de los 5 mejores corredores de autos de la última década en Argentina.

## Bíografía deportiva

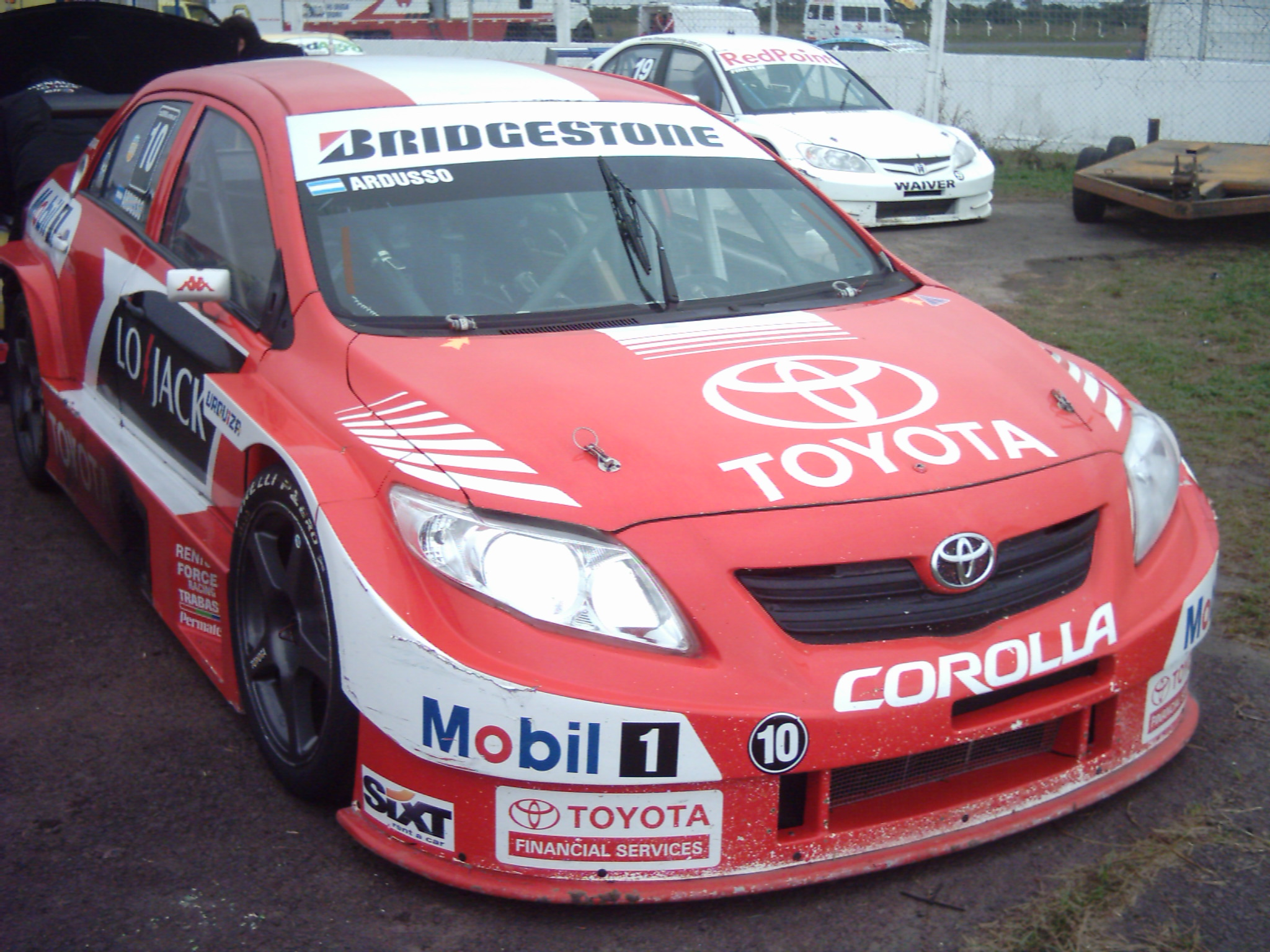
Toyota Corolla del piloto Facundo Ardusso, tras haber corrido la competencia de TC 2000, llevada a cabo en la Ciudad de Resistencia, en 2010.

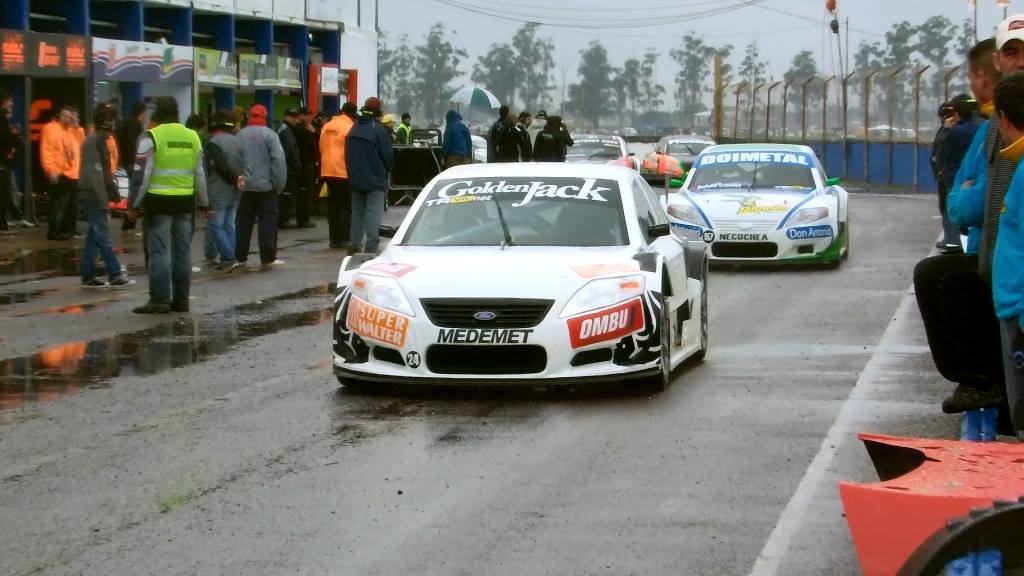
Ardusso al comando de un Ford Mondeo III, durante la carrera del Top Race V6 corrida en la Ciudad de Resistencia, en 2013.

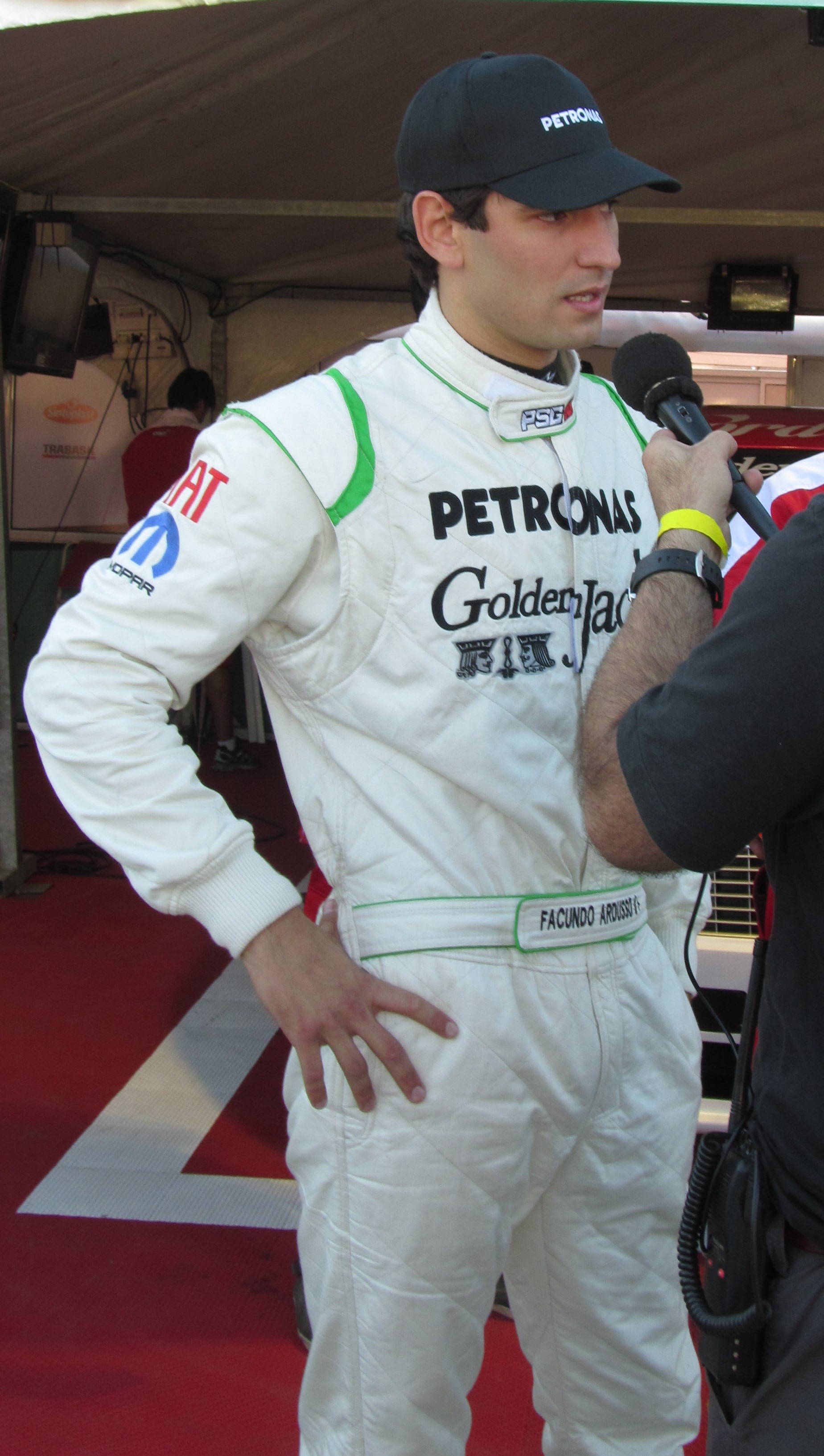
Facundo Ardusso durante su paso por el equipo oficial Fiat de Súper TC 2000.

Iniciado en el karting, debutó en los monoplazas en 2006 compitiendo en la Fórmula Renault Interprovincial, para luego pasar a correr en 2007 en la Fórmula Renault Plus y en 2008 en la Fórmula Renault Argentina. En 2008, tuvo su primera experiencia a bordo de un automóvil de turismo, al subirse a un Chevrolet Astra de la Clase 3 del Turismo Nacional. En la quinta fecha en el autódromo de Alta Gracia, tuvo un choque que le causó traumatismo de cráneo, fractura facial y desplazamiento de cadera.
En 2009, Ardusso logró obtener de manera anticipada el título de Campeón de la Fórmula Renault Argentina y con ello su pasaporte, también anticipado, al TC 2000 donde fue contratado por el equipo Basalto TTA (semioficial Toyota Argentina). Con este equipo cerró la temporada 2009, siendo ascendido al año siguiente al equipo oficial Toyota Team Argentina, luego de la partida del piloto insigne de la marca Norberto Fontana. También en 2010, comenzó su incursión en el TC Pista (segunda categoría de la Asociación Corredores de Turismo Carretera), a bordo de un Chevrolet Chevy del equipo JC Competición, teniendo esporádicas apariciones.
En 2011, se desempeñó en el TC 2000, a bordo de un Peugeot 307 del equipo Peugeot Cobra Team, y en el Turismo Nacional a bordo de un Citroën C4. Asimismo, nuevamente tendría participaciones intermitentes dentro del TC Pista, donde primeramente se subiría a un Chevrolet Chevy del JC Competición y más tarde cambiaría por un Torino Cherokee del Maquin Parts Racing.
En 2012, continuó desempeñándose en Peugeot Cobra Team pasando a conducir el nuevo modelo Peugeot 408 de Super TC 2000. Asimismo, se produce su debut dentro del Top Race V6, donde es convocado por el equipo Sportteam y confirmado al volante de un Mercedes-Benz C-204, al que identificaría con el número 24. Al mismo tiempo, este año conseguiría disputar su primera temporada completa dentro del TC Pista, gracias a su incorporación dentro del proyecto del equipo Werner Competición, del entrerriano Mariano Werner, que le ofreciera en pista un Ford Falcon, con el cual obtuviera la fase regular del campeonato, pero sin poder lograr el título que quedó en manos de Luciano Ventricelli ese año. En este 2012, Ardusso también sería protagonista de un hecho histórico, al participar de las pruebas de velocidad del Súper TC 2000, llevadas a cabe en el Autódromo Ciudad de Rafaela, con el fin de lograr romper con los nuevos impulsores, el récord de velocidad histórico del trazado. Esta marca, se encontraba hasta ese entonces en poder del extinto Campeonato Nacional del USAC norteamericano, que había desarrollado en 1971 una edición de las 300 millas, donde Bobby Unser lograría establecer el récord, al cronometrar 59s6/10, a un promedio de 279,105 km/h. En esas pruebas, Ardusso conseguiría establecer el promedio histórico de velocidad, al imponer un récord de 264,796 km/h en la media, a la vez de también ser partícipe del histórico hecho de romper la barrera de los 300 km/h de velocidad final, al registrar un tope de 304,762 km/h, sin embargo, dicha velocidad sería luego superada por su colega Gabriel Ponce de León, quien batió el récord de velocidad final del trazado, al alcanzar los 306,383 km/h.
El antecedente de haber logrado la fase regular del TC Pista, le permitiría a Ardusso ascender en 2013 al Turismo Carretera. En esta categoría, debió debutar al comando de una unidad Dodge Cherokee que le fuera ofrecida por el equipo MVD Competición, misma escudería que albergaba bajo su techo al futuro campeón de la categoría Diego Aventín. Al mismo tiempo y tras su paso por el equipo oficial de Peugeot Argentina de Súper TC 2000, el santefesino cambiaría de bando al pasarse a la marca Fiat, siendo confirmado como oficial de la filial en el nuevo Equipo Petronas, formado sobre la base de la escudería campeona del 2012, PSG-16 Team. Por otra parte, su actividad dentro del TRV6 continuaría, pero también cambiando de aires, ya que con el desembarco del PSG en la categoría, el parejense fue confirmado junto a José María López dentro de la escudería y conduciendo sendos Ford Mondeo III.
Finalmente, en 2014 continuaría compitiendo en el Súper TC 2000 al comando del Fiat Linea del Equipo Fiat Petronas, finalizando cuarto en el campeonato con una victoria y cuatro podio. Mientras tanto, para el Turismo Carretera conseguiría arribar a un acuerdo con el equipo Lincoln Sport Group, donde continuaría compitiendo al comando de un Dodge Cherokee. Con esta unidad, conseguiría su primer triunfo en la categoría, el 1 de junio de 2014, en el Autódromo Internacional de Termas de Río Hondo. Con siete podios, acabó tercero en el campeonato.
En 2015, Ardusso siguió con la marca Dodge en el Turismo Carretera pero ahora con el equipo Trotta. Consiguió una victoria y tres podios, que le bastaron para ubicarse tercero en el campeonato. En el Súper TC 2000 tuvo un año irregular con Fiat Petronas, acabando undécimo con Fiat Petronas, tras obtener una victoria, un segundo puesto y cuatro abandonos. A su vez, compitió en las ocho fechas finales del Top Race con un Mercede-Benz del Sportteam. Logró tres podios y finalizó undécimo en el campeonato.
El santefesino se incorporó al equipo JP Racing para la temporada 2016 del Turismo Carretera. Consiguió una victoria y cuatro podios, obteniendo así el quinto puesto de campeonato. En el Súper TC 2000, pasó a pilotar un Renault Fluence oficial, con el que alcanzó una victoria, tres podios y seis top 5, para ubicarse tercero en el campeonato.
Para la temporada 2017, Ardusso fue contratado por Renault Sport Argentina, con el fin de encarar dos frentes. En primer lugar, continuó ligado a la estructura oficial de Súper TC 2000 con el objetivo de seguir en la búsqueda de la corona que le era esquiva a la marca desde las épocas de Juan María Traverso. Y en segundo lugar y causando una gran sensación en el ambiente nacional, este vínculo fue extendido hacia la categoría Turismo Carretera, donde Renault se impuso el desafío de nuevamente hacer ingresar a un equipo oficial en la citada categoría, la cual había dejado de tener equipos oficiales luego del retiro de Ford finalizado el año 1978. Para ello, el equipo oficial fue representado en pista con dos unidades Torino Cherokee, automóvil símbolo de la industria automotriz argentina que fue fabricado por la marca francesa en sus últimos años de producción. Esta temporada tuvo un doble sabor para el piloto parejense, ya que junto a Renault Sport quedó a las puertas de cumplir el objetivo de devolverle el título a la marca Torino, al quedarse con el subcampeonato por detrás del Chevrolet de Agustín Canapino. A pesar de ello la otra mitad del objetivo se terminó cumpliendo 7 días después, con la consagración de Ardusso y Renault en el Súper TC 2000, donde además se terminaron tomando revancha de Canapino y Chevrolet, quienes se quedaron con el subcampeonato de la temporada. Este campeonato, significó el segundo de Ardusso en su carrera profesional, tras el obtenido en 2009 en la Fórmula Renault Argentina. Asimismo, significó el retorno de Renault a los primeros planos del TC 2000/STC 2000, logrando al mismo tiempo la doble corona en la categoría, complementando el título de Ardusso con el obtenido por Manuel Luque en TC 2000.

## Resumen de carrera
| Temporada | Categoría                                      | Equipo                                          | Carreras     | Victorias    | Poles        | VR           | Podios       | Puntos       | Pos.         |
| --------- | ---------------------------------------------- | ----------------------------------------------- | ------------ | ------------ | ------------ | ------------ | ------------ | ------------ | ------------ |
| 2006      | Fórmula Renault Interprovincial                | s/d                                             | s/d          | s/d          | s/d          | s/d          | s/d          | s/d          | s/d          |
| 2006      | Fórmula Renault Plus                           | s/d                                             | s/d          | s/d          | s/d          | s/d          | s/d          | s/d          | s/d          |
| 2006      | Fórmula Renault Argentina                      | s/d                                             | 2            | 0            | 0            | 0            | 0            | 8            | 11.º         |
| 2007      | Fórmula Renault Plus                           | s/d                                             | s/d          | s/d          | s/d          | s/d          | s/d          | s/d          | s/d          |
| 2007      | Fórmula Renault Argentina                      | Werner Competición                              | 12           | 0            | 1            | 0            | 3            | 58           | 6.º          |
| 2008      | Turismo Nacional Clase 3                       | Green Racing Belloso Competición                | 6            | 0            | 0            | 0            | 0            | 45           | 26.º         |
| 2008      | Fórmula Renault Argentina                      | Werner Competición                              | 10           | 3            | 2            | 1            | 5            | 130          | 3.º          |
| 2009      | Turismo Nacional Clase 3                       | GC Competición                                  | 7            | 0            | 0            | 0            | 0            | 48           | 26.º         |
| 2009      | Fórmula Renault Argentina                      | Werner Competición                              | 12           | 3            | 4            | 1            | 8            | 164          | 1.º          |
| 2009      | Turismo Competición 2000                       | Basalto TTA                                     | 3            | 0            | 0            | 0            | 0            | -            | -            |
| 2010      | TC Pista                                       | JC Competición                                  | 1            | 0            | 0            | 0            | 0            | 2            | 60.º         |
| 2010      | Turismo Competición 2000                       | Toyota Team Argentina                           | 13           | 0            | 1            | 0            | 1            | 64,5         | 10.º         |
| 2010      | Turismo Competición 2000 Copa Endurance Series | Toyota Team Argentina                           | 3            | 0            | 0            | 0            | 1            | 21           | 7.º          |
| 2011      | TC Pista                                       | JC Competición Maquin Parts Racing              | 6            | 0            | 0            | 0            | 0            | 18,5         | 46.º         |
| 2011      | Turismo Competición 2000                       | Peugeot Cobra Team                              | 13           | 0            | 1            | 0            | 1            | 71           | 16.º         |
| 2011      | Turismo Nacional Clase 3                       | Boero Carrera Pro                               | 11           | 2            | 1            | 1            | 2            | 115          | 11.º         |
| 2012      | TC Pista                                       | Werner Competición                              | 15           | 1            | 1            | 0            | 2            | 180,75       | 4.º          |
| 2012      | Súper TC 2000                                  | Peugeot Cobra Team                              | 13           | 0            | 0            | 2            | 3            | 121          | 7.º          |
| 2012      | Top Race V6                                    | Sportteam                                       | 12           | 0            | 2            | 0            | 3            | 37           | 9.º          |
| 2013      | Turismo Carretera                              | MVD Competición                                 | 15           | 0            | 0            | 0            | 0            | 137,25       | 38.º         |
| 2013      | Súper TC 2000                                  | Equipo Petronas                                 | 11           | 1            | 1            | 0            | 3            | 163          | 3.º          |
| 2013      | Top Race V6                                    | PSG-16 Team                                     | 11           | 1            | 1            | 0            | 2            | 35           | 6.º          |
| 2014      | Turismo Carretera                              | Lincoln Sport Group                             | 16           | 1            | 1            | 1            | 7            | 536,25       | 3.º          |
| 2014      | Súper TC 2000                                  | Equipo Petronas                                 | 12           | 1            | 0            | 1            | 4            | 165          | 4.º          |
| 2014      | TC Mouras Torneo de pilotos invitados          | Alifraco Sport                                  | 1            | 0            |              | 0            | 0            | 8            | 42.º         |
| 2015      | Turismo Carretera                              | Trotta Racing Team                              | 16           | 1            | 0            | 1            | 3            | 478          | 3.º          |
| 2015      | Súper TC 2000                                  | Equipo Fiat Petronas                            | 12           | 1            | 0            | 0            | 2            | 86,5         | 11.º         |
| 2015      | Top Race V6                                    | Sportteam                                       | 11           | 0            | 1            | 0            | 3            | 110          | 11.º         |
| 2016      | Turismo Carretera                              | JP Racing                                       | 16           | 1            | 4            | 2            | 4            | 534,25       | 5.º          |
| 2016      | Súper TC 2000                                  | Renault Sport                                   | 14           | 1            | 2            | 1            | 3            | 195          | 3.º          |
| 2016      | TC Mouras Torneo de pilotos invitados          | Martínez Competición                            | 1            | 0            |              | 0            | 0            | 15,5         | 20.º         |
| 2017      | Rally Dakar - Autos                            | Renault Duster Dakar Team                       | 1            | 0            |              |              | 0            |              | 22.º         |
| 2017      | Turismo Carretera                              | Renault Sport Torino Team                       | 15           | 1            | 3            | 1            | 6            | 522          | 2.º          |
| 2017      | Súper TC 2000                                  | Renault Sport                                   | 14           | 3            | 7            | 3            | 8            | 226          | 1.º          |
| 2017      | TC 2000                                        | Ambrogio Racing                                 | 1            | 1            |              | 0            | 1            | -            | -            |
| 2017      | Turismo Nacional Clase 3                       | Larrauri Racing                                 | 1            | 1            |              | 1            | 1            | -            | -            |
| 2018      | Turismo Carretera                              | Renault Sport Torino Team                       | 15           | 2            | 1            | 2            | 4            | 493          | 3.º          |
| 2018      | Súper TC 2000                                  | Renault Sport                                   | 14           | 4            | 5            | 0            | 7            | 241          | 1.º          |
| 2018      | TC 2000                                        | Ambrogio Racing                                 | 1            | 0            |              | 0            | 0            | -            | -            |
| 2019      | Turismo Carretera                              | Renault Sport Torino Team                       | 15           | 1            | 2            | 1            | 5            | 451,75       | 4.º          |
| 2019      | Súper TC 2000                                  | Renault Sport                                   | 13           | 1            | 1            | 2            | 5            | 129          | 3.º          |
| 2019      | Turismo Nacional Clase 3                       | G Racing Car                                    | 5            | 0            | 0            | 0            | 0            | 48           | 27.º         |
| 2020      | Turismo Carretera                              | Renault Sport Torino Team                       | 9            | 1            | 0            | 0            | 1            | 215,25       | 18.º         |
| 2020      | Súper TC 2000                                  | Renault Sport Castrol Team                      | 19           | 1            | 2            | 0            | 4            | 96 (113)     | 5.º          |
| 2020      | Turismo Nacional Clase 3                       | G Racing Car                                    | 2            | 0            | 0            | 0            | 0            | 34           | 24.º         |
| 2021      | Turismo Carretera                              | JP Carrera                                      | 15           | 0            | 0            | 0            | 2            | 399.5        | 6.º          |
| 2021      | Súper TC 2000                                  | Puma Energy Honda Racing                        | 22           | 3            | 1            | 2            | 9            | 144          | 4.º          |
| 2022      | Turismo Carretera                              | LRD Performance Racing Team Maquin Parts Racing | 15           | 1            | 1            | 1            | 0            | 353.5        | 10.º         |
| 2022      | TC2000                                         | Puma Energy Honda Racing                        | 21           | 2            | 0            | 1            | 6            | 145          | 8.º          |
| 2023      | Turismo Carretera                              | RUS MED Team                                    | Disputándose | Disputándose | Disputándose | Disputándose | Disputándose | Disputándose | Disputándose |
| 2023      | TC2000                                         | YPF Honda RV Racing                             | Disputándose | Disputándose | Disputándose | Disputándose | Disputándose | Disputándose | Disputándose |
| Fuente:   |                                                |                                                 |              |              |              |              |              |              |              |

## Palmarés
| Título  | Categoría                 | Modelo          | Año  |
| ------- | ------------------------- | --------------- | ---- |
| Campeón | Fórmula Renault Argentina | Tito 02-Renault | 2009 |
| Campeón | Súper TC 2000             | Renault Fluence | 2017 |
| Campeón | Super TC 2000             | Renault Fluence | 2018 |

## Resultados

### Turismo Competición 2000
| Año  | Equipo                | Auto             | 1   | 2   | 3   | 4   | 5   | 6   | 7   | 8   | 9   | 10  | 11  | 12  | 13  | Res. | Puntos |
| ---- | --------------------- | ---------------- | --- | --- | --- | --- | --- | --- | --- | --- | --- | --- | --- | --- | --- | ---- | ------ |
| 2009 |                       |                  | AG  | GR  | OBE | SMM | TRH | RES | BA  | CEN | SFE | SFE | SJU | SJU | PDF | -    | -      |
| 2009 | Basalto TTA           | Toyota Corolla X |     |     |     |     |     |     |     |     |     |     | 10  | 14  | Ret | -    | -      |
| 2010 |                       |                  | PDE | SMM | GR  | AG  | RES | TRH | LR  | SFE | SFE | CEN | OBE | BA  | PDF | 10.º | 64,5   |
| 2010 | Toyota Team Argentina | Toyota Corolla X | 4   | 10  | Ret | 7   | 8   | Ret | 5   | 9   | Ret | 15  | Ret | 2   | 5   | 10.º | 64,5   |
| 2011 |                       |                  | GR  | SFE | SFE | SMM | SJU | RES | AG  | TRH | LPL | TRE | JUN | PDF | PAR | 16.º | 71     |
| 2011 | Peugeot Cobra Team    | Peugeot 307      | 14  | Ret | Ret | 16  | 10  | 29† | 21† | 14  | Ret | 22  | 8   | 2   | 4   | 16.º | 71     |

#### Copa Endurance Series
| Año  | Equipo                | Auto             | 1   | 2   | 3  | Res. | Puntos |
| ---- | --------------------- | ---------------- | --- | --- | -- | ---- | ------ |
| 2010 |                       |                  | TRH | CEN | BA | 7.º  | 21     |
| 2010 | Toyota Team Argentina | Toyota Corolla X | Ret | 15  | 2  | 7.º  | 21     |

### Súper TC 2000
| Año  | Equipo                     | Auto            | 1    | 2    | 3     | 4     | 5    | 6    | 7     | 8     | 9      | 10     | 11    | 12    | 13    | 14    | 15    | 16  | 17   | 18   | 19    | 20    | 21    | 22   | Res. | Puntos    |
| ---- | -------------------------- | --------------- | ---- | ---- | ----- | ----- | ---- | ---- | ----- | ----- | ------ | ------ | ----- | ----- | ----- | ----- | ----- | --- | ---- | ---- | ----- | ----- | ----- | ---- | ---- | --------- |
| 2012 |                            |                 | AG   | BA   | ROS   | SJU   | GR   | OBE  | RAF   | SMM   | RC     | SFE    | SFE   | SAL   | PDF   |       |       |     |      |      |       |       |       |      | 7.º  | 121       |
| 2012 | Peugeot Cobra Team         | Peugeot 408 I   | Ret  | 10   | 10    | 7     | 3    | 16   | 3     | 7     | 9      | Ret    | 5     | 23†   | 2     |       |       |     |      |      |       |       |       |      | 7.º  | 121       |
| 2013 |                            |                 | BA   | ROS  | SJU   | TOA   | AG   | TRH  | JUN   | SFE   | GR     | LP     | SMM   | PDF   |       |       |       |     |      |      |       |       |       |      | 3.º  | 163       |
| 2013 | Equipo Petronas            | Fiat Linea      | 1    | 4    | WD    | 2     | 5    | 4    | 5     | Ret   | 6      | 6      | 3     | 6     |       |       |       |     |      |      |       |       |       |      | 3.º  | 163       |
| 2014 |                            |                 | RAF  | VIE  | AG    | ROS   | TOA  | BA   | RES   | SFE   | SFE    | SJU    | TRH   | COD   | PDF   |       |       |     |      |      |       |       |       |      | 4.º  | 165       |
| 2014 | Equipo Petronas            | Fiat Linea      | 7    | 2    | 4     | Ret   | Ret  | 3    | 3     | 8     | 6      | 6      | 16    | WD    | 1     |       |       |     |      |      |       |       |       |      | 4.º  | 165       |
| 2015 |                            |                 | JUN  | ROS  | OBE   | TRH   | RAF  | SL I | SFE   | SFE   | TOA    | GR     | SMM   | AG    | SL II |       |       |     |      |      |       |       |       |      | 11.º | 86,5      |
| 2015 | Equipo Fiat Petronas       | Fiat Linea      | 10   | 2    | 6     | 21†   | NL   | 9    | 1     | 9     | Ret    | 15     | 10    | 15†   | Ret   |       |       |     |      |      |       |       |       |      | 11.º | 86,5      |
| 2016 |                            |                 | TRE  | ROS  | SMM   | AG I  | TRH  | OBE  | BA    | SFE   | SFE    | TOA    | SJU   | GR    | GR    | AG II |       |     |      |      |       |       |       |      | 3.º  | 195       |
| 2016 | Renault Sport              | Renault Fluence | 7    | 7    | 1     | 8     | 3    | 6    | 5     | 2     | 18†    | 10     | 4     | 20†   | 4     | 5     |       |     |      |      |       |       |       |      | 3.º  | 195       |
| 2017 |                            |                 | BA I | PDF  | SMM   | ROS   | ROS  | TRH  | RAF   | OBE   | SFE    | SFE    | BA II | SJU   | GR    | AG    |       |     |      |      |       |       |       |      | 1.º  | 226       |
| 2017 | Renault Sport              | Renault Fluence | 6    | 3    | Ret   | 1     | 2    | Ret  | 6     | 3     | 1      | 1      | 14    | 2     | 4     | 2     |       |     |      |      |       |       |       |      | 1.º  | 226       |
| 2018 |                            |                 | BA I | ROS  | ROS   | SMM   | PDF  | RAF  | SJU   | OBE   | SFE    | SFE    | TRH   | SNI   | BA II | AG    |       |     |      |      |       |       |       |      | 1.º  | 241       |
| 2018 | Renault Sport              | Renault Fluence | 2    | 1    | 3     | 1     | 9    | Ret  | Ret   | 5     | 2      | 5      | 1     | 9     | 1     | 5     |       |     |      |      |       |       |       |      | 1.º  | 241       |
| 2019 |                            |                 | AG   | GR   | VIL   | ROS   | PAR  | SAL  | SNI   | SJU   | SMM    | SMM    | BA    | RC    | CEN   |       |       |     |      |      |       |       |       |      | 3.º  | 129       |
| 2019 | Renault Sport              | Renault Fluence | 2    | 2    | Ret   | 1     | 2    | 4    | 5     | 11†   | 5      | 15     | 5     | 3     | 18†   |       |       |     |      |      |       |       |       |      | 3.º  | 129       |
| 2020 |                            |                 | BA I | BA I | BA II | BA II | AG I | AG I | AG II | AG II | BA III | BA III | BA IV | BA IV | RC    | RC    | PAR   | PAR | BA V | BA V | BA VI |       |       |      | 5.º  | 96 (113)  |
| 2020 | Renault Sport Castrol Team | Renault Fluence | 3    | 4    | 8     | 1     | 8    | 7    | 4     | 9     | 16     | 7      | 3     | 16    | 9     | 5     | 8     | 6   | 6    | 2    | 5     |       |       |      | 5.º  | 96 (113)  |
| 2021 |                            |                 | BA I | BA I | BA II | BA II | AG   | AG   | SNI   | SNI   | BA III | BA III | PAR   | PAR   | TOA   | TOA   | BA IV | VIL | VIL  | ROS  | ROS   | AG II | AG II | BA V | 4.º  | 144 (147) |
| 2021 | Puma Energy Honda Racing   | Honda Civic X   | 8    | 8    | 3     | 2     | 3    | 6    | 1     | 1     | 18     | 6      | 6     | 1     | 6     | 7     | Ret   | 2   | 8    | 3    | 17†   | 9     | 3     | 5    | 4.º  | 144 (147) |

### TC 2000
| Año  | Equipo          | Auto            | 1    | 2    | 3    | 4    | 5   | 6   | 7     | 8     | 9   | 10 | 11    | 12   | 13   | 14     | 15     | 16    | 17    | 18    | 19  | 20     | 21  | 22  | Res. | Puntos |
| ---- | --------------- | --------------- | ---- | ---- | ---- | ---- | --- | --- | ----- | ----- | --- | -- | ----- | ---- | ---- | ------ | ------ | ----- | ----- | ----- | --- | ------ | --- | --- | ---- | ------ |
| 2017 |                 |                 | AG I | AG I | BA I | BA I | CDU | CDU | PAR I | PAR I | RC  | RC | BA II | SL   | SL   | PAR II | PAR II | AG II | SMM   | CON   | CON | BA III |     |     | -    | -      |
| 2017 | Ambrogio Racing | Renault Fluence |      |      |      |      |     |     |       |       |     |    | 1     |      |      |        |        |       |       |       |     |        |     |     | -    | -      |
| 2018 |                 |                 | AG I | AG I | CDU  | CDU  | CON | CON | RC    | RC    | BA  | LP | LP    | SL I | SL I | AG II  | SMM    | SMM   | SL II | SL II | ROS | ROS    | PAR | PAR | -    | -      |
| 2018 | Ambrogio Racing | Renault Fluence |      |      |      |      |     |     |       |       | Ret |    |       |      |      |        |        |       |       |       |     |        |     |     | -    | -      |

### Top Race
| Temporada | Categoría   | Vehículo            | Equipo      | Posición final    |
| --------- | ----------- | ------------------- | ----------- | ----------------- |
| 2012      | Top Race V6 | Mercedes-Benz C-204 | Sportteam   | 9.º (31 puntos)   |
| 2013      | Top Race V6 | Ford Mondeo III     | PSG-16 Team | 6.º (34 puntos)   |
| 2015      | Top Race V6 | Mercedes-Benz C-204 | Sportteam   | 11.º (110 puntos) |